# Elecciones municipales de 2015 en la provincia de Toledo

Partido más votado en las elecciones municipales de 2015 en los municipios de la provincia de Toledo.

Las Elecciones Municipales de 2015 en la provincia de Toledo se celebraron el 24 de mayo de 2015, junto con las elecciones a las Cortes de Castilla-La Mancha de 2015.

## Resultados electorales

### Resultados globales
| ← Elecciones municipales de 2015 en la provincia de Toledo → |         |           |            |            |
| Partido                                                      | Votos   | Variación | Porcentaje | Concejales |
| Participación                                                | 377 142 | 18 195    | 73,19 %    | -          |
| Votos nulos                                                  | 10 376  | 2639      | 2,75 %     | -          |
| Voto en blanco                                               | 6653    | 557       | 1,81 %     | -          |
| PP                                                           | 145 914 | 34 523    | 39,78 %    | 853        |
| PSOE                                                         | 139 078 | 15 498    | 37,92 %    | 820        |
| IU                                                           | 26 172  | 2732      | 7,14 %     | 100        |
| Cs                                                           | 19 715  | 19 715    | 5,38 %     | 72         |
| Ganemos                                                      | 9210    | 9210      | 2,51 %     | 11         |
| UCIN                                                         | 1682    | 1682      | 0,46 %     | 8          |

### Resultados en los principales municipios
En la siguiente tabla se muestran los resultados electorales en los 20 municipios más habitados de la provincia de Toledo.
| Municipio         | Municipio                                                  | Alcalde y gobierno saliente                                         | Partido | Votos  | %     | Concejales | +/- | Alcalde y gobierno electo                                           |
| ----------------- | ---------------------------------------------------------- | ------------------------------------------------------------------- | ------- | ------ | ----- | ---------- | --- | ------------------------------------------------------------------- |
|                   | Talavera de la Reina 25 concejales                         | - Alcalde: Jaime Ramos (PP) - Gobierno municipal: PP                | PP      | 15 859 | 39,47 | 11         | 3   | - Alcalde: Jaime Ramos (PP) - Gobierno municipal: PP                |
| PSOE              | Talavera de la Reina 25 concejales                         | - Alcalde: Jaime Ramos (PP) - Gobierno municipal: PP                | 12 822  | 31,91  | 8     | 2          |     | - Alcalde: Jaime Ramos (PP) - Gobierno municipal: PP                |
| GANEMOS           | Talavera de la Reina 25 concejales                         | - Alcalde: Jaime Ramos (PP) - Gobierno municipal: PP                | 5862    | 14,59  | 4     | 4          |     | - Alcalde: Jaime Ramos (PP) - Gobierno municipal: PP                |
| C’s               | Talavera de la Reina 25 concejales                         | - Alcalde: Jaime Ramos (PP) - Gobierno municipal: PP                | 3489    | 8,68   | 2     | 2          |     | - Alcalde: Jaime Ramos (PP) - Gobierno municipal: PP                |
|                   | Toledo 25 concejales                                       | - Alcalde: Emiliano García-Page (PSOE) - Gobierno municipal: PSOE   | PP      | 14 578 | 32,94 | 9          | 2   | - Alcalde: Milagros Tolón (PSOE) - Gobierno municipal: PSOE         |
| PSOE              | Toledo 25 concejales                                       | - Alcalde: Emiliano García-Page (PSOE) - Gobierno municipal: PSOE   | 13 350  | 30,17  | 9     | 3          |     | - Alcalde: Milagros Tolón (PSOE) - Gobierno municipal: PSOE         |
| GANEMOS           | Toledo 25 concejales                                       | - Alcalde: Emiliano García-Page (PSOE) - Gobierno municipal: PSOE   | 7390    | 16,70  | 4     | 4          |     | - Alcalde: Milagros Tolón (PSOE) - Gobierno municipal: PSOE         |
| C’s               | Toledo 25 concejales                                       | - Alcalde: Emiliano García-Page (PSOE) - Gobierno municipal: PSOE   | 4482    | 10,13  | 3     | 3          |     | - Alcalde: Milagros Tolón (PSOE) - Gobierno municipal: PSOE         |
|                   | Illescas 21 concejales                                     | - Alcalde: Fernando Cabanes (PP) - Gobierno municipal: PP           | PSOE    | 4430   | 39,47 | 9          | 1   | - Alcalde: José Manuel Tofiño (PSOE) - Gobierno municipal: PSOE     |
| PP                | Illescas 21 concejales                                     | - Alcalde: Fernando Cabanes (PP) - Gobierno municipal: PP           | 3216    | 28,65  | 7     | 3          |     | - Alcalde: José Manuel Tofiño (PSOE) - Gobierno municipal: PSOE     |
| C’s               | Illescas 21 concejales                                     | - Alcalde: Fernando Cabanes (PP) - Gobierno municipal: PP           | 1285    | 11,45  | 2     | 2          |     | - Alcalde: José Manuel Tofiño (PSOE) - Gobierno municipal: PSOE     |
| Illescas sí puede | Illescas 21 concejales                                     | - Alcalde: Fernando Cabanes (PP) - Gobierno municipal: PP           | 916     | 8,16   | 2     | 2          |     | - Alcalde: José Manuel Tofiño (PSOE) - Gobierno municipal: PSOE     |
| IU                | Illescas 21 concejales                                     | - Alcalde: Fernando Cabanes (PP) - Gobierno municipal: PP           | 749     | 6,67   | 1     | 0          |     | - Alcalde: José Manuel Tofiño (PSOE) - Gobierno municipal: PSOE     |
|                   | Seseña 21 concejales (4 más que en las elecciones de 2011) | - Alcalde: Carlos Velázquez (PP) - Gobierno municipal: PP           | PP      | 2791   | 35,20 | 8          | 3   | - Alcalde: Carlos Velázquez (PP) - Gobierno municipal: PP           |
| PSOE              | Seseña 21 concejales (4 más que en las elecciones de 2011) | - Alcalde: Carlos Velázquez (PP) - Gobierno municipal: PP           | 1690    | 21,31  | 5     | 2          |     | - Alcalde: Carlos Velázquez (PP) - Gobierno municipal: PP           |
| IU                | Seseña 21 concejales (4 más que en las elecciones de 2011) | - Alcalde: Carlos Velázquez (PP) - Gobierno municipal: PP           | 1560    | 19,67  | 5     | 3          |     | - Alcalde: Carlos Velázquez (PP) - Gobierno municipal: PP           |
| C’s               | Seseña 21 concejales (4 más que en las elecciones de 2011) | - Alcalde: Carlos Velázquez (PP) - Gobierno municipal: PP           | 1111    | 14,01  | 3     | 3          |     | - Alcalde: Carlos Velázquez (PP) - Gobierno municipal: PP           |
|                   | Torrijos 17 concejales                                     | - Alcalde: Juan José Gómez-Hidalgo (PP) - Gobierno municipal: PP    | PSOE    | 2856   | 41,76 | 7          | 1   | - Alcalde: Anastasio Arevalillo (PSOE) - Gobierno municipal: PSOE   |
| PP                | Torrijos 17 concejales                                     | - Alcalde: Juan José Gómez-Hidalgo (PP) - Gobierno municipal: PP    | 2648    | 38,72  | 7     | 2          |     | - Alcalde: Anastasio Arevalillo (PSOE) - Gobierno municipal: PSOE   |
| GANEMOS           | Torrijos 17 concejales                                     | - Alcalde: Juan José Gómez-Hidalgo (PP) - Gobierno municipal: PP    | 785     | 11,48  | 2     | 2          |     | - Alcalde: Anastasio Arevalillo (PSOE) - Gobierno municipal: PSOE   |
| UPyD              | Torrijos 17 concejales                                     | - Alcalde: Juan José Gómez-Hidalgo (PP) - Gobierno municipal: PP    | 419     | 6,13   | 1     | 1          |     | - Alcalde: Anastasio Arevalillo (PSOE) - Gobierno municipal: PSOE   |
|                   | Quintanar de la Orden 17 concejales                        | - Alcalde: Carlos Madero (PP) - Gobierno municipal: PP              | PSOE    | 2581   | 43,72 | 8          | 1   | - Alcalde: Juan Carlos Navalón (PSOE) - Gobierno municipal: PSOE    |
| PP                | Quintanar de la Orden 17 concejales                        | - Alcalde: Carlos Madero (PP) - Gobierno municipal: PP              | 2578    | 43,67  | 8     | 1          |     | - Alcalde: Juan Carlos Navalón (PSOE) - Gobierno municipal: PSOE    |
| C’s               | Quintanar de la Orden 17 concejales                        | - Alcalde: Carlos Madero (PP) - Gobierno municipal: PP              | 370     | 6,27   | 1     | 1          |     | - Alcalde: Juan Carlos Navalón (PSOE) - Gobierno municipal: PSOE    |
|                   | Sonseca 17 concejales                                      | - Alcalde: Francisco García Galán (PSOE) - Gobierno municipal: PSOE | PP      | 2292   | 43,24 | 8          | 0   | - Alcalde: Juan Carlos Palencia (PSOE) - Gobierno municipal: PSOE   |
| PSOE              | Sonseca 17 concejales                                      | - Alcalde: Francisco García Galán (PSOE) - Gobierno municipal: PSOE | 1931    | 36,43  | 6     | 2          |     | - Alcalde: Juan Carlos Palencia (PSOE) - Gobierno municipal: PSOE   |
| IU                | Sonseca 17 concejales                                      | - Alcalde: Francisco García Galán (PSOE) - Gobierno municipal: PSOE | 857     | 16,17  | 3     | 2          |     | - Alcalde: Juan Carlos Palencia (PSOE) - Gobierno municipal: PSOE   |
|                   | Fuensalida 17 concejales                                   | - Alcalde: Mariano Alonso (PP) - Gobierno municipal: PP             | PP      | 2477   | 48,02 | 9          | 2   | - Alcalde: Mariano Alonso (PP) - Gobierno municipal: PP             |
| PSOE              | Fuensalida 17 concejales                                   | - Alcalde: Mariano Alonso (PP) - Gobierno municipal: PP             | 2176    | 42,19  | 7     | 2          |     | - Alcalde: Mariano Alonso (PP) - Gobierno municipal: PP             |
| IU                | Fuensalida 17 concejales                                   | - Alcalde: Mariano Alonso (PP) - Gobierno municipal: PP             | 398     | 7,72   | 1     | 0          |     | - Alcalde: Mariano Alonso (PP) - Gobierno municipal: PP             |
|                   | Ocaña 17 concejales                                        | - Alcaldesa: Remedios Gordo (PP) - Gobierno municipal: PP           | PP      | 1871   | 40,86 | 8          | 2   | - Alcalde: Remedios Gordo (PP) - Gobierno municipal: PP             |
| PSOE              | Ocaña 17 concejales                                        | - Alcaldesa: Remedios Gordo (PP) - Gobierno municipal: PP           | 1377    | 30,07  | 5     | 1          |     | - Alcalde: Remedios Gordo (PP) - Gobierno municipal: PP             |
| DECIDO            | Ocaña 17 concejales                                        | - Alcaldesa: Remedios Gordo (PP) - Gobierno municipal: PP           | 597     | 13,04  | 2     | 2          |     | - Alcalde: Remedios Gordo (PP) - Gobierno municipal: PP             |
| Recuperemos Ocaña | Ocaña 17 concejales                                        | - Alcaldesa: Remedios Gordo (PP) - Gobierno municipal: PP           | 243     | 5,31   | 1     | 1          |     | - Alcalde: Remedios Gordo (PP) - Gobierno municipal: PP             |
| C’s               | Ocaña 17 concejales                                        | - Alcaldesa: Remedios Gordo (PP) - Gobierno municipal: PP           | 241     | 5,26   | 1     | 1          |     | - Alcalde: Remedios Gordo (PP) - Gobierno municipal: PP             |
|                   | Madridejos 17 concejales                                   | - Alcalde: José Antonio Contreras (PSOE) - Gobierno municipal: PSOE | PSOE    | 2737   | 47,94 | 9          | 1   | - Alcalde: José Antonio Contreras (PSOE) - Gobierno municipal: PSOE |
| PP                | Madridejos 17 concejales                                   | - Alcalde: José Antonio Contreras (PSOE) - Gobierno municipal: PSOE | 2355    | 41,25  | 7     | 1          |     | - Alcalde: José Antonio Contreras (PSOE) - Gobierno municipal: PSOE |
| IU                | Madridejos 17 concejales                                   | - Alcalde: José Antonio Contreras (PSOE) - Gobierno municipal: PSOE | 343     | 6,01   | 1     | 1          |     | - Alcalde: José Antonio Contreras (PSOE) - Gobierno municipal: PSOE |
|                   | Yuncos 17 concejales (4 más que en las elecciones de 2011) | - Alcalde: Gregorio Rodríguez Martín (PP) - Gobierno municipal: PP  | PSOE    | 2567   | 61,53 | 11         | 5   | - Alcalde: María José Gallego (PSOE) - Gobierno municipal: PSOE     |
| PP                | Yuncos 17 concejales (4 más que en las elecciones de 2011) | - Alcalde: Gregorio Rodríguez Martín (PP) - Gobierno municipal: PP  | 1023    | 24,52  | 4     | 3          |     | - Alcalde: María José Gallego (PSOE) - Gobierno municipal: PSOE     |
| IU                | Yuncos 17 concejales (4 más que en las elecciones de 2011) | - Alcalde: Gregorio Rodríguez Martín (PP) - Gobierno municipal: PP  | 484     | 11,60  | 2     | 2          |     | - Alcalde: María José Gallego (PSOE) - Gobierno municipal: PSOE     |
|                   | Consuegra 17 concejales                                    | - Alcalde: Benigno Casas (PSOE) - Gobierno municipal: PSOE          | PSOE    | 2378   | 39,70 | 7          | 1   | - Alcalde: José Manuel Quijorna (PP) - Gobierno municipal: PP       |
| PP                | Consuegra 17 concejales                                    | - Alcalde: Benigno Casas (PSOE) - Gobierno municipal: PSOE          | 2352    | 39,27  | 7     | 1          |     | - Alcalde: José Manuel Quijorna (PP) - Gobierno municipal: PP       |
| TN                | Consuegra 17 concejales                                    | - Alcalde: Benigno Casas (PSOE) - Gobierno municipal: PSOE          | 697     | 11,64  | 2     | 2          |     | - Alcalde: José Manuel Quijorna (PP) - Gobierno municipal: PP       |
| IU                | Consuegra 17 concejales                                    | - Alcalde: Benigno Casas (PSOE) - Gobierno municipal: PSOE          | 432     | 7,21   | 1     | 0          |     | - Alcalde: José Manuel Quijorna (PP) - Gobierno municipal: PP       |
|                   | Mora 17 concejales                                         | - Alcalde: Emilio Bravo (PP) - Gobierno municipal: PP               | PP      | 3334   | 56,90 | 10         | 0   | - Alcalde: Emilio Bravo (PP) - Gobierno municipal: PP               |
| PSOE              | Mora 17 concejales                                         | - Alcalde: Emilio Bravo (PP) - Gobierno municipal: PP               | 1506    | 25,70  | 4     | 2          |     | - Alcalde: Emilio Bravo (PP) - Gobierno municipal: PP               |
| IU                | Mora 17 concejales                                         | - Alcalde: Emilio Bravo (PP) - Gobierno municipal: PP               | 923     | 15,75  | 3     | 2          |     | - Alcalde: Emilio Bravo (PP) - Gobierno municipal: PP               |
|                   | Villacañas 17 concejales                                   | - Alcalde: Santiago García Aranda (PSOE) - Gobierno municipal: PSOE | PSOE    | 3053   | 51,59 | 9          | 1   | - Alcalde: Santiago García Aranda (PSOE) - Gobierno municipal: PSOE |
| PP                | Villacañas 17 concejales                                   | - Alcalde: Santiago García Aranda (PSOE) - Gobierno municipal: PSOE | 2164    | 36,57  | 7     | 1          |     | - Alcalde: Santiago García Aranda (PSOE) - Gobierno municipal: PSOE |
| IU                | Villacañas 17 concejales                                   | - Alcalde: Santiago García Aranda (PSOE) - Gobierno municipal: PSOE | 515     | 8,70   | 1     | 0          |     | - Alcalde: Santiago García Aranda (PSOE) - Gobierno municipal: PSOE |
|                   | Bargas 17 concejales (4 más que en las elecciones de 2011) | - Alcalde: Gustavo Figueroa (PSOE) - Gobierno municipal: PSOE       | PSOE    | 2484   | 50,69 | 10         | 3   | - Alcalde: Gustavo Figueroa (PSOE) - Gobierno municipal: PSOE       |
| PP                | Bargas 17 concejales (4 más que en las elecciones de 2011) | - Alcalde: Gustavo Figueroa (PSOE) - Gobierno municipal: PSOE       | 1477    | 30,14  | 5     | 0          |     | - Alcalde: Gustavo Figueroa (PSOE) - Gobierno municipal: PSOE       |
| IU                | Bargas 17 concejales (4 más que en las elecciones de 2011) | - Alcalde: Gustavo Figueroa (PSOE) - Gobierno municipal: PSOE       | 596     | 12,16  | 2     | 1          |     | - Alcalde: Gustavo Figueroa (PSOE) - Gobierno municipal: PSOE       |
|                   | La Puebla de Montalbán 13 concejales                       | - Alcalde: Juan Carlos Camacho (PP) - Gobierno municipal: PP        | PP      | 1719   | 41,30 | 6          | 0   | - Alcalde: Soledad de Frutos (PP) - Gobierno municipal: PP          |
| PSOE              | La Puebla de Montalbán 13 concejales                       | - Alcalde: Juan Carlos Camacho (PP) - Gobierno municipal: PP        | 1535    | 36,88  | 5     | 2          |     | - Alcalde: Soledad de Frutos (PP) - Gobierno municipal: PP          |
| Ganemos           | La Puebla de Montalbán 13 concejales                       | - Alcalde: Juan Carlos Camacho (PP) - Gobierno municipal: PP        | 554     | 13,31  | 1     | 1          |     | - Alcalde: Soledad de Frutos (PP) - Gobierno municipal: PP          |
| Vox               | La Puebla de Montalbán 13 concejales                       | - Alcalde: Juan Carlos Camacho (PP) - Gobierno municipal: PP        | 296     | 7,11   | 1     | 1          |     | - Alcalde: Soledad de Frutos (PP) - Gobierno municipal: PP          |
|                   | Olías del Rey 13 concejales                                | - Alcalde: José Manuel Trigo (PP) - Gobierno municipal: PP          | PP      | 1908   | 50,61 | 7          | 1   | - Alcalde: José Manuel Trigo (PP) - Gobierno municipal: PP          |
| PSOE              | Olías del Rey 13 concejales                                | - Alcalde: José Manuel Trigo (PP) - Gobierno municipal: PP          | 1167    | 30,95  | 4     | 0          |     | - Alcalde: José Manuel Trigo (PP) - Gobierno municipal: PP          |
| IU                | Olías del Rey 13 concejales                                | - Alcalde: José Manuel Trigo (PP) - Gobierno municipal: PP          | 596     | 15,81  | 2     | 1          |     | - Alcalde: José Manuel Trigo (PP) - Gobierno municipal: PP          |
|                   | Los Yébenes 13 concejales                                  | - Alcalde: Pedro Acevedo (PP) - Gobierno municipal: PP y AILY       | PSOE    | 1987   | 57,03 | 8          | 2   | - Alcalde: Anastasio Priego (PSOE) - Gobierno municipal: PSOE       |
| PP                | Los Yébenes 13 concejales                                  | - Alcalde: Pedro Acevedo (PP) - Gobierno municipal: PP y AILY       | 1206    | 34,62  | 5     | 1          |     | - Alcalde: Anastasio Priego (PSOE) - Gobierno municipal: PSOE       |
|                   | Argés 13 concejales                                        | - Alcalde: Jesús Guerrero (PP) - Gobierno municipal: PP             | PP      | 1559   | 52,05 | 7          | 1   | - Alcalde: Jesús Guerrero (PP) - Gobierno municipal: PP             |
| PSOE              | Argés 13 concejales                                        | - Alcalde: Jesús Guerrero (PP) - Gobierno municipal: PP             | 1146    | 38,26  | 5     | 0          |     | - Alcalde: Jesús Guerrero (PP) - Gobierno municipal: PP             |
| IU                | Argés 13 concejales                                        | - Alcalde: Jesús Guerrero (PP) - Gobierno municipal: PP             | 223     | 7,45   | 1     | 1          |     | - Alcalde: Jesús Guerrero (PP) - Gobierno municipal: PP             |
|                   | La Puebla de Almoradiel 13 concejales                      | - Alcaldesa: Julia Villarejo (PP) - Gobierno municipal: PP          | PP      | 1450   | 42,65 | 6          | 1   | - Alcalde: Alberto Tostado (IU-Ganemos) - Gobierno municipal: IU    |
| IU                | La Puebla de Almoradiel 13 concejales                      | - Alcaldesa: Julia Villarejo (PP) - Gobierno municipal: PP          | 1022    | 30,06  | 4     | 2          |     | - Alcalde: Alberto Tostado (IU-Ganemos) - Gobierno municipal: IU    |
| PSOE              | La Puebla de Almoradiel 13 concejales                      | - Alcaldesa: Julia Villarejo (PP) - Gobierno municipal: PP          | 882     | 25,94  | 3     | 1          |     | - Alcalde: Alberto Tostado (IU-Ganemos) - Gobierno municipal: IU    |